# Spassky (huyện của Nizhny Novgorod)
Huyện Spassky (tiếng Nga: ? райо́н) là một huyện hành chính tự quản (raion), của Tỉnh Nizhny Novgorod, Nga. Huyện có diện tích 706 kilômét vuông, dân số thời điểm ngày 1 tháng 1 năm 2000 là 13500 người. Trung tâm của huyện đóng ở Spasskoe.